# Union nationale (France)
Pour les articles homonymes, voir Union nationale.

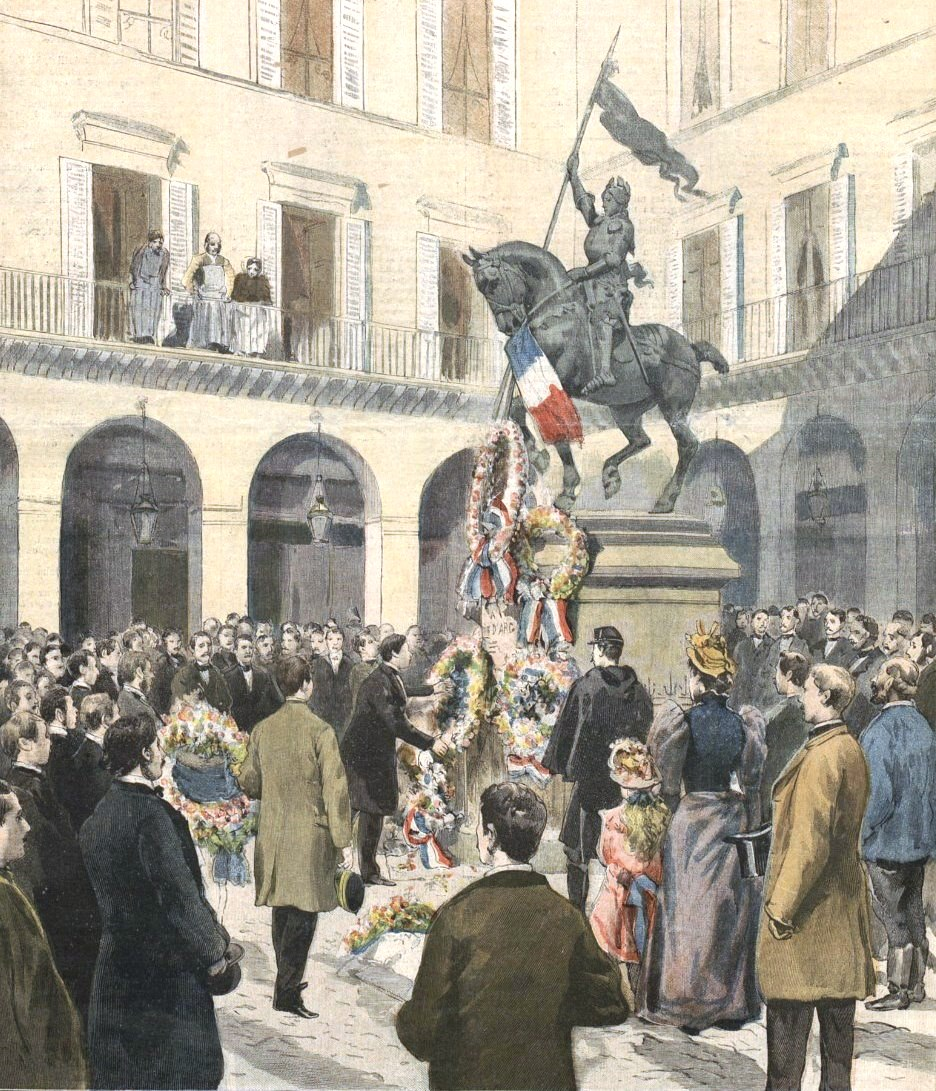
Manifestation des étudiants de l'Union nationale devant la statue de la place des Pyramides, le 4 février 1894.

L’Union nationale est un mouvement politique catholique, nationaliste, antimaçonnique et antisémite français de la fin du XIXe siècle.

## Histoire

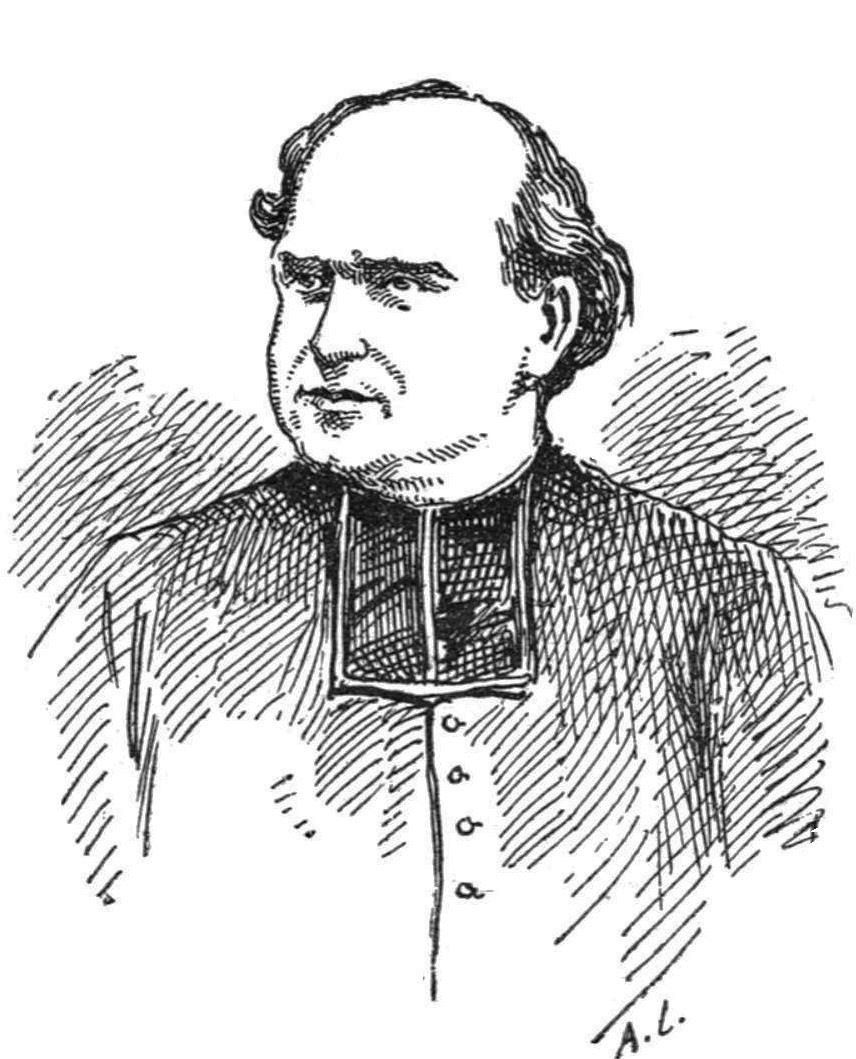
L'abbé Théodore Garnier, fondateur et dirigeant de l'Union nationale.

L'Union nationale est fondée en septembre 1892 par l'abbé Garnier au no 5 de la rue Bayard, dans les dépendances de l'imprimerie du journal La Croix. Elle succède à une organisation précédente, l'Action sociale catholique, créée par Garnier en 1888.
Dans le sillage du Ralliement prôné par l'encyclique Au milieu des sollicitudes, l'organisation adhère à la République pour y promouvoir une « république libérale » en réaction à l'anticléricalisme du pouvoir en place. Elle se manifeste pour la première fois à l'automne 1892 en pétitionnant contre les lois scolaires. Inspirée par le catholicisme social, elle propose des mesures en faveur des ouvriers et des paysans tout en rejetant violemment le socialisme collectiviste et internationaliste. Elle œuvre également sur le terrain électoral dès les législatives de 1893.
Le 4 février 1894, l'Union nationale est l'un des premiers mouvements à organiser une manifestation patriotique en l'honneur de Jeanne d'Arc devant la statue équestre de l'héroïne, place des Pyramides,,. En 1897, elle dépose une gerbe à la statue de Strasbourg, place de la Concorde, reprenant ainsi une tradition propre à la Ligue des patriotes. À partir de cette même année, les membres de l'Union nationale revendiquent la dénomination de « nationalistes ».
Dotée depuis décembre 1893 d'un organe de presse, Le Peuple français, et forte d'un grand nombre d'adhérents (peut-être 100 000), l'Union nationale a des comités locaux dans 18 arrondissements de Paris et 35 départements en province. Les 29 et 30 novembre 1896, son congrès national de Lyon, point d'orgue de trois autres congrès (antimaçonnique, antisémite et social) de la « démocratie chrétienne », réunit une très nombreuse assistance.
Malgré son républicanisme sincère, l'Union nationale accepte bientôt des financements royalistes et s'affirme à l'extrême droite dans le contexte de l'Affaire Dreyfus. Antimaçonnique, le mouvement est aussi profondément antisémite : il soutient notamment la Ligue antisémitique, refondée en 1897 par Jules Guérin, ainsi que la Jeunesse antisémitique d'Édouard Dubuc, avant de prendre ses distances avec ces ligues. L'Union nationale publie en 1896 des étiquettes destinées à être collées sur les devantures des magasins appartenant à des Juifs et portant l'inscription suivante : « Chez un juif n'achetez jamais / la France doit être aux Français / Français n'ayons plus qu'une envie / Chassez les juifs de la patrie ». L'abbé Garnier tient également un discours xénophobe, en proposant la création d'une taxe sur les étrangers ainsi que la reconduite à la frontière de ceux qui « en général » seraient « plutôt la lie que la crème de leur pays ».
Très active jusqu'en 1898, l'Union nationale décline à partir de l'année suivante, principalement en raison de difficultés financières. En 1902, Garnier fait adhérer son mouvement à l'Action libérale de Jacques Piou. L'Union nationale est ainsi progressivement absorbée par ce parti politique avant de disparaître, vers 1908.